# Acfred (comte de Toulouse)
Acfred (également Acfredus, Egfridus, Ecfrid ou Effroi ) était le comte de Toulouse de 842 à 843. Lorsque Charles le Chauve dépose Bernard de Septimanie en 842, il installe Acfred à Toulouse en juillet. Cependant, l'année suivante, Bernard, allié à Pépin II d'Aquitaine, expulse Acfred. La déposition d'Acfred ne fut reconnue par le roi qu'en 844 ou 845, lorsque, ayant vaincu et exécuté Bernard, il nomma Fredelon comte de Toulouse. Acfred était peut-être déjà mort à ce moment-là.